# معركة عنف قشاوة
تعود أحداث معركة معركة عنف قشاوة إلى نزاع قبلي نشب بين قبيلة طيء و بكر بن وائل بسبب المرعى والمناطق المتنازع عليها في نجد. كان هناك تسلط من قبيلة بكر على بعض الأراضي التي كانت قبيلة طيء ترى أنها جزء من حدودها الطبيعية.
قَبِلَ زيد الخيل، زعيم طيء، المواجهة بعدما شعر أن توغل بكر بن وائل في أراضي قبيلته سيكون له أثر طويل المدى على نفوذ طيء في المنطقة.

## احداث المعركة
- دارت معركة نفع قشاوة بين قبيلة طيء بقيادة زيد الخيل و بكر بن وائل في نجد بسبب نزاع على الموارد. انتهت المعركة بانتصار طيء، مما عزّز مكانة زيد الخيل بين العرب وأدى إلى تراجع بكر بن وائل عن التوسع في المنطقة.[2]

## شعر زيد الخيل بعد الانتصار
1. نحنُ الفوارسُ يومَ نَفَعْ قشاوة  إذ نارُ نَفَعٍ كالنُجُوجِ أَغَبَّرُ
2. يوحونَ مالَكُهمْ ونُوحي مالكًا  كُلٌّ يَحثُّ على القتالِ ويَذْمَرُ
3. صَدرُ النهارِ يَبيدُ كلَّ وُتِيرَةٍ  بأَسِيَّةٍ، فيها سماءٌ، تَقْطُرُ
4. فَتَوَاهَمُوا رُسْلًا كانَ شَرِيدُهمْ  جَنحَ الظلامِ، نعمْ سيفٌ نَغِرُ
5. ونَحا على شيبانَ ثمَّ فوارسٌ  لا يَنكِلونَ إذا الكُماةُ تُنَزَّرُ [3]